# Gheorghe Cassian
Gheorghe Cassian (n.  ?) a fost un general român care a luptat în cel de-al Doilea Război Mondial.
Generalul Gheorghe Cassian a îndeplinit o misiune militară în Franța în perioada 24 aprilie - 25 septembrie 1944.
După instalarea guvernului Petru Groza generalul de brigadă Gheorghe Cassian a fost trecut din oficiu în poziția de rezervă, alături de alți generali, prin decretul nr. 860 din 24 martie 1945, invocându-se legea nr. 166, adoptată prin decretul nr. 768 din 19 martie 1945, pentru „trecerea din oficiu în rezervă a personalului activ al armatei care prisosește peste nevoile de încadrare”.

## Decorații
- Ordinul „Steaua României” în gradul de ofițer (8 iunie 1940)[4]